# Regering-Van Zeeland I
De regering-Van Zeeland I (25 maart 1935 - 13 juni 1936) was een Belgische regering. Het was een coalitie van de Katholieke Unie (80 zetels), de BWP (72 zetels) en de Liberale Partij (24 zetels). Het was dus een verband tussen de drie grootste partijen, een regering van nationale eenheid.
De regering volgde de regering-Theunis IV op in de crisis van de jaren 30. Op 30 maart 1935, kort na haar aantreden, devalueerde de regering de Belgische frank met 28%. De regering bleef in functie tot aan de verkiezingen van 24 mei 1936, waarbij de drie grote partijen veel zetels verloren ten voordele van kleinere extremere partijen en met name Rex. Toch werd de regering opgevolgd door een regering-Van Zeeland II.

## Samenstelling
De regering telde 15 ministers: 6 voor de katholieken, 5 voor de socialisten en 4 voor de liberalen.
| Ambtsbekleder                                      | Ambtsbekleder                 | Ambtsbekleder                          | Functie                                              | Termijn                        | Partij                        |
| -------------------------------------------------- | ----------------------------- | -------------------------------------- | ---------------------------------------------------- | ------------------------------ | ----------------------------- |
|                                                    |                               | Paul van Zeeland (1893-1973)           | Eerste Minister                                      | 25 maart 1935 - 13 juni 1936   | extraparlementair (katholiek) |
| Minister Buitenlandse Zaken en Buitenlandse Handel | 25 maart 1935 - 13 juni 1936  | Paul van Zeeland (1893-1973)           |                                                      |                                | extraparlementair (katholiek) |
|                                                    |                               | Emile Vandervelde (1866-1938)          | Lid van de Ministerraad                              | 25 maart 1935 - 13 juni 1936   | BWP                           |
|                                                    |                               | Prosper Poullet (1868-1937)            | Lid van de Ministerraad                              | 25 maart 1935 - 13 juni 1936   | Katholieke Unie               |
|                                                    |                               | Paul Hymans (1865-1941)                | Lid van de Ministerraad                              | 25 maart 1935 - 13 juni 1936   | Liberale Partij               |
|                                                    |                               | Albert Devèze (1881-1959)              | Minister Landsverdediging                            | 25 maart 1935 - 13 juni 1936   | Liberale Partij               |
|                                                    |                               | Eugène Soudan (1880-1960)              | Minister Justitie                                    | 25 maart 1935 - 13 juni 1936   | BWP                           |
|                                                    |                               | Charles du Bus de Warnaffe (1894-1965) | Minister Binnenlandse Zaken                          | 25 maart 1935 - 13 juni 1936   | Katholieke Unie               |
|                                                    |                               | François Bovesse (1890-1944)           | Minister Openbaar Onderwijs                          | 25 maart 1935 - 13 juni 1936   | Liberale Partij               |
|                                                    |                               | Max-Léo Gérard (1879-1955)             | Minister Financiën                                   | 25 maart 1935 - 13 juni 1936   | extraparlementair (liberaal)  |
|                                                    |                               | August De Schryver (1898-1991)         | Minister Landbouw                                    | 25 maart 1935 - 13 juni 1936   | Katholieke Unie               |
|                                                    |                               | Hendrik de Man (1885-1953)             | Minister Openbare Werken en Werkloosheidsbestrijding | 25 maart 1935 - 9 januari 1936 | extraparlementair (BWP)       |
| Minister Openbare Werken en Werkverschaffing       | 9 januari 1936 - 13 juni 1936 | Hendrik de Man (1885-1953)             |                                                      |                                | extraparlementair (BWP)       |
|                                                    |                               | Philip Van Isacker (1884-1951)         | Minister Economische Zaken                           | 25 maart 1935 - 13 juni 1936   | Katholieke Unie               |
|                                                    |                               | Achille Delattre (1879-1964)           | Minister Arbeid en Sociale Voorzorg                  | 25 maart 1935 - 13 juni 1936   | BWP                           |
|                                                    |                               | Paul-Henri Spaak (1899-1972)           | Minister Verkeerswezen                               | 25 maart 1935 - 13 juni 1936   | BWP                           |
| Minister Posterijen, Telegrafie en Telefonie       | 25 maart 1935 - 13 juni 1936  | Paul-Henri Spaak (1899-1972)           |                                                      |                                | BWP                           |
|                                                    |                               | Edmond Rubbens (1894-1938)             | Minister Koloniën                                    | 25 maart 1935 - 13 juni 1936   | Katholieke Unie               |